# Arnando Lessa Silveira
Arnando Lessa Silveira (Castro Alves, 7 de agosto de 1952) é um empresário, professor e político brasileiro.

## Biografia
É formado em Biologia, desde 1977, pela Universidade Federal da Bahia. Entre 1982 e 1988, foi vereador em sua cidade PMDB, tendo sido reeleito pelo mesmo partido, para mais 4 anos de mandato. Para o mandato 1992-1996, foi eleito pelo PSDB, mas renunciou antes do fim, em Dezembro de  1994, para assumir mandato de deputado estadual até 1999.